# Duran Duran (album de 1981)
Pour les articles homonymes, voir Duran Duran (homonymie) et Duran.
Ne doit pas être confondu avec Duran Duran (album de 1993).
Albums de Duran Duran
Rio
(1982)
Singles
1. Planet Earth
Sortie : 2 février 1981
2. Careless Memories
Sortie : 20 avril 1981
3. Girls on Film
Sortie : 13 juillet 1981
4. Anyone Out There
Sortie : 1981 (Brésil seulement)
5. Sound of Thunder
Sortie : 1981 (Royaume-Uni uniquement)
6. Is There Something I Should Know?
Sortie : 19 mars 1983 (pour la réédition américaine)

Duran Duran est le tout premier album studio du groupe éponyme sorti en 1981.

## Historique
Certaines chansons, comme Girls on Film, ont été créées avec l'ancien chanteur du groupe jusqu'en 1979, Andy Wickett. L'album est enregistré en décembre 1980, dans plusieurs studios de Londres (notamment les studios de Chipping Norton) avec le producteur Colin Thurston, peu de temps après la signature du groupe chez EMI. L'enregistrement sera marqué par l'assassinat de John Lennon le 8 décembre 1980, ce qui marque fortement le groupe. Les premiers titres enregistrés sont Planet Earth et Careless Memories. Le premier séduit fortement le label EMI qui suggère d'en faire le premier single. À cette époque, l'utilisation d'un clip comme moyen promotionnel est peu répandue. EMI présente au groupe le réalisateur australien Russell Mulcahy, qui s'est fait connaitre grâce à la vidéo de Video Killed the Radio Star. En plus du clip de Planet Earth, ce dernier en tournera plusieurs autres pour Duran Duran.

## Les classements
L'album se classe 3e au Royaume-Uni dès le 27 juin 1981 et y reste pendant 118 semaines.
À sa sortie en 1981, l'album est ignoré aux États-Unis. Ce n'est que grâce à la réédition de 1983 que Duran Duran se hisse à la 10e place des charts américains et s'y maintiendra pendant 87 semaines avant d'être remplacé par le succès de leur album suivant, Rio.
L'album est certifié disque de platine (environ 1 million d'unités vendues) par la RIAA le 4 juin 1985.

## Liste des titres
Toutes les chansons sont écrites et composées par Duran Duran.
| 1. | Girls on Film     | 3:32 |
| 2. | Planet Earth      | 4:03 |
| 3. | Anyone Out There  | 4:02 |
| 4. | To the Shore      | 3:51 |
| 5. | Careless Memories | 3:55 |
| 6. | Night Boat        | 5:24 |
| 7. | Sound of Thunder  | 4:07 |
| 8. | Friends of Mine   | 5:43 |
| 9. | Tel Aviv          | 5:20 |

| 1. | Planet Earth (Night Version) | 6:20 |
| 2. | Girls on Film                | 3:32 |
| 3. | Is There Anyone Out There    | 4:02 |
| 4. | Careless Memories            | 3:55 |
| 5. | (Waiting for the) Night Boat | 5:24 |
| 6. | Sound of Thunder             | 4:07 |
| 7. | Friends of Mine              | 5:43 |
| 8. | Tel Aviv                     | 5:20 |

| 1. | Girls on Film                     | 3:32 |
| 2. | Planet Earth                      | 4:03 |
| 3. | Is There Anyone Out There         | 4:02 |
| 4. | Careless Memories                 | 3:55 |
| 5. | Is There Something I Should Know? | 4:07 |
| 6. | (Waiting for the) Night Boat      | 5:24 |
| 7. | Sound of Thunder                  | 4:07 |
| 8. | Friends of Mine                   | 5:43 |
| 9. | Tel Aviv                          | 5:20 |

| 10. | To the Shore | 3:51 |

| 1. | Girls on Film     | 3:36 |
| 2. | Planet Earth      | 4:03 |
| 3. | Anyone Out There  | 4:05 |
| 4. | To the Shore      | 3:50 |
| 5. | Careless Memories | 3:55 |
| 6. | Night Boat        | 5:25 |
| 7. | Sound of Thunder  | 4:07 |
| 8. | Friends of Mine   | 5:45 |
| 9. | Tel Aviv          | 5:17 |

| 1.  | Girls on Film     | 3:32 |
| 2.  | Planet Earth      | 4:03 |
| 3.  | Anyone Out There  | 4:02 |
| 4.  | To the Shore      | 3:51 |
| 5.  | Careless Memories | 3:55 |
| 6.  | Night Boat        | 5:24 |
| 7.  | Sound of Thunder  | 4:07 |
| 8.  | Friends of Mine   | 5:43 |
| 9.  | Tel Aviv          | 5:20 |
| 10. | Late Bar          | 2:57 |
| 11. | Khanada           | 3:28 |
| 12. | Fame              | 3:18 |
| 13. | Faster Than Light | 4:30 |

| 1.  | Girls on Film (Air Studio version)                  | 4:00 |
| 2.  | Tel Aviv (Air Studio Version)                       | 6:03 |
| 3.  | Anyone Out There (Manchester Square Demo Version)   | 4:11 |
| 4.  | Planet Earth (Manchester Square Demo Version)       | 5:03 |
| 5.  | Friends of Mine (Manchester Square Demo Version)    | 5:53 |
| 6.  | Late Bar (Manchester Square Demo Version)           | 3:05 |
| 7.  | Night Boat (BBC Radio 1 Peter Powell Session)       | 5:12 |
| 8.  | Girls on Film (BBC Radio 1 Peter Powell Session)    | 3:38 |
| 9.  | Anyone Out There (BBC Radio 1 Peter Powell Session) | 3:54 |
| 10. | Like an Angel (BBC Radio 1 Peter Powell Session)    | 4:53 |
| 11. | Planet Earth (Night Version)                        | 6:17 |
| 12. | Girls on Film (Extended Night Version)              | 5:46 |
| 13. | Planet Earth (Night Mix)                            | 7:00 |
| 14. | Girls on Film (Night Mix)                           | 5:42 |

| 1. | Planet Earth (Version club)                 |  |
| 2. | Planet Earth                                |  |
| 3. | Careless Memories                           |  |
| 4. | Girls on Film (version longue non censurée) |  |
| 5. | Girls on Film (version courte censurée)     |  |
| 6. | Night Boat                                  |  |
| 7. | bonus A Day in the Lifeee                   |  |

| 1. | Planet Earth (5 mars 81)        |  |
| 2. | Careless Memories (21 mai 1981) |  |
| 3. | Girls on Film (30 juillet 1981) |  |

| 1. | Night Boat       |  |
| 2. | Anyone Out There |  |

| 1. | Girls on Film |  |

| 1. | Friends of Mine |  |
| 2. | Girls on Film   |  |

| 1. | Girls on Film     | 3:39 |
| 2. | Planet Earth      | 3:57 |
| 3. | Anyone Out There  | 4:02 |
| 4. | To the Shore      | 3:47 |
| 5. | Careless Memories | 4:08 |

| 1. | Night Boat       | 5:25 |
| 2. | Sound of Thunder | 4:06 |
| 3. | Friends of Mine  | 5:40 |
| 4. | Tel Aviv         | 5:16 |

| 1. | Planet Earth (Night Version)           | 6:20 |
| 2. | Girls on Film (Extended Night Version) | 5:43 |

| 1. | Planet Earth (Night Mix)  | 6:58 |
| 2. | Girls on Film (Night Mix) | 5:41 |

| 1.  | Anyone Out There            | 4:16 |
| 2.  | Planet Earth                | 4:50 |
| 3.  | To the Shore                | 3:56 |
| 4.  | Late Bar                    | 3:08 |
| 5.  | Last Chance on the Stairway | 4:53 |
| 6.  | Khanada                     | 4:37 |
| 7.  | Night Boat                  | 5:26 |
| 8.  | Sound of Thunder            | 4:12 |
| 9.  | Faster Than Light           | 5:10 |
| 10. | My Own Way                  | 4:06 |
| 11. | Careless Memories           | 4:49 |
| 12. | Girls on Film               | 6:08 |
| 13. | Planet Earth                | 6:53 |

## Crédits
Duran Duran
- Simon Le Bon : chant
- Nick Rhodes : claviers
- Andy Taylor : guitare
- John Taylor : basse
- Roger Taylor : batterie

Autres
- Colin Thurston : producteur et ingénieur du son
- Ian Little : producteur de Is There Something I Should Know?